# Архангельское (Каменский район)
Арха́нгельское — село в Тульской области России. Административный центр Каменского района.
В рамках административно-территориального устройства является центром Архангельского сельского округа Каменского района, в рамках организации местного самоуправления — административный центр Архангельского сельского поселения.
Население — 2391 чел. (2010).

## География
Расположено на юго-востоке Тульской области, в 160 км к югу от областного центра, Тулы.
Водные ресурсы определяют реки Красивая Меча, Ситова Меча, Гоголь, Галица, Каменка, Галичка.

## История
Первое письменное упоминание об Архангельском относится к 1689 году.
Территория района в XVII в. входила в состав Белгородской Засечной черты в Диком поле на рубежах Московского государства. В 1708 году территория района вместе с п. Ефремовом была приписана к Азовской губернии, а в 1719 г. — к Воронежской губернии.
В 1777 году входит частично в состав Ефремовского уезда Тульской губернии, частично относится к Чернскому уезду.
В 1924 году район выделен в самостоятельную административную единицу из Ефремовского уезда. В 1962 году вновь вошёл в состав Ефремовского района. В современных границах воссоздан в 1965 г.

Архангельское
Среди многих сел и деревень бывшего Ефремовского уезда числилось старинное русское село Архангельское с первоначальным названием— Грязное.
В конце XVII века в лесной глуши, где обитало много зверей и птицы, на берегу небольшой речушки Грязнушки осели беглые крестьяне, исконные хлебопашцы. Среди вековых дубов, берёз, лип выстроили они несколько деревянных домов. Так образовался починок. Крестьяне корчевали и выжигали лес, освобождая земли под пашню. Постепенно от первых поселенцев стала развиваться деревня. Назвали её Грязное. В начале XVIII века территория Ефремовского уезда все больше стала заселяться дворянами, детьми боярскими, так называемыми поселенцами. Они захватывали лучшие земли. Тогда в глухой медвежий угол, в деревню Грязное, и прибыл московский дворянин Свечин. Он отобрал землю у беглых крестьян, а их самих сделал своими крепостными. Образовал вотчину, в которую переселил и крестьян из своих дальних подмосковных деревень.
В тридцатые годы XVIII века Петром Свечиным в устье реки Каменки, в живописной местности образована деревня Свечино-Каменка, а в 1796 году построил хозяин храм, а село назвал своим именем — Ново-Петровское.
В царствование Екатерины II род Свечиных имел в Ефремовском уезде более 3000 десятин земли. Основное имение находилось в деревне Грязное. В 1771 году наследница сестра Свечина А. П. Свечина построила храм и населённый пункт получил новое название — Архангельское (от наименования храма). Близлежащие четыре деревни также принадлежали наследникам Свечина.
В архивных документах сохранилась челобитная помещицы Н. П. Свечиной в Ефремовскую воеводскую канцелярию о наказании крепостных крестьян: «Ефремовских моих деревень: с, Ново-Петровское дворовый человек Леонтий Масальский, сёла Архангельское крестьянин Филипп Гаврилов за неоднократное их непостоянство и эа ослушание их в моих мне работах были неоднократно домовно батожьём наказаны… За непослушание высечь кнутом по воле моей. Филиала Гаврияова повелеть же учинить в отсылку на каторгу или на поселение… А дворового Леонтия Масальского, учиня ему наказание, отдать мне по-прежнему…».
В конце XVIII века помещик Шишков купил несколько сотен десятин земли у Свечиных, а в начале XIX веса основал деревню Шишковка, что расположилась недалеко от Архангельского.
В середине прошлого столетия село Архангельское и три деревни близ него переходят во владение к дворянину и статскому советнику Н. Д. Селезнёву. В его имении числилось 2403 десятины земли и 814 крепостных крестьян. В селе Архангельском проживало более 470 крепостных крестьян. В этом селе в 1844 году начал строить второй храм помещик Шишков и окончил строительство в 1853 году.
Н. Д. Селезнёв в своём центральном селе построил красивый барский особняк, в котором, помимо прочих комнат, имелись богатая библиотека, буфет, столовая, прекрасный приёмный зал с подлинниками картин знаменитых русских художников, обставленный роскошной мебелью.
В 1861 году в Архангельском была открыта школа, которая до 1875 года находилась в ведении духовенства, затем до 1888 года ею руководило земство. С 1888 по 1917 годы была церковно-приходской. В 1909 году в ней обучались 52 мальчика и 12 девочек. Попечителем школы был Н. Д. Селезнёв.
Он активно занимался просвещением, заботился об охране здоровья населения. В начале 1887 года Н. Д. Селезнёв подал прошение в Ефремовскую, земскую управу относительно строительства больницы в своём имении, обязуясь выделить землю и необходимую сумму денег для этого. А уже осенью того же года в Дмитриевском саду села Архангельского открылась больница на 12 коек. В 1897 году здесь находилось на лечении 157 человек, и за этот год в общей сложности её посетило 9723 человека.
Имелась богадельня на 15 престарелых женщин. Основал и содержал её на свои средства Н. Д. Селезнёв.
В 1885 году в Архангельском был построен и пущен в эксплуатацию винокуренный завод, владельцем которого был II. Д. Селезнёв. Спирт сбывался в Ефремове и частично в Туле. Своего склада и питейных заведений завод не имел. Работало на нём от 30 до 45 рабочих.
В 1905 году Архангельский помещик Н. Д. Селезнёв умер, оставив завещание наследникам: по 200 рублей ежегодно выделять для школы.
Село Архангельское до 1918 года имело на своей территории 216 домов и 1328 жителей (с тремя деревнями), 2 церкви, больницу, школу, 2 торговые лавки. Ежегодно 15 августа в селе проводилась ярмарка. Культурных учреждений не было. Архангельское входило в Долголесковскую волость с 30 селениями, 5 церквями, 9 школами. Грамотность в волости составляла 55,1 процента мужского населения и 9,5 — женского.
Много хозяев было у села Архангельского, но при всех тяжелой оставалась крестьянская доля. Сейчас только старожилы помнят, как в первый год Советской власти выбирали своих представителей в сельский Совет, беднота объединялась в комбеды, как делили помещичьи землю по едокам, как боролись с кулачеством, голодом, разрухой. Но это уже начало новой истории.
Из книги Малицкого П. И. «Приходы и церкви Тульской епархии» Тула, 1895 г.

## Население
| 1939 | 1959 | 1970 | 1979  | 1989  | 2002  | 2010  |
| ---- | ---- | ---- | ----- | ----- | ----- | ----- |
| 401  | ↗515 | ↗951 | ↗1857 | ↗2956 | ↘2768 | ↘2391 |